# Smooth Streaming
Smooth Streaming, Adaptive bitrate streaming — це технологія адаптивної трансляції потокового відео по протоколу HTTP. Дана технологія є додатком IIS (Internet Information Services) від компанії Microsoft, який працює з відео плеєром «Silverlight». Smooth Streaming забезпечує високу якість перегляду з можливістю масового масштабування в мережі та розподілу трансльованого контенту, що дає справжню якість HD-1080p при трансляції відео через інтернет.
Вперше технологію використовувала Microsoft для трансляції відео на літніх Олімпійських іграх 2008 року.

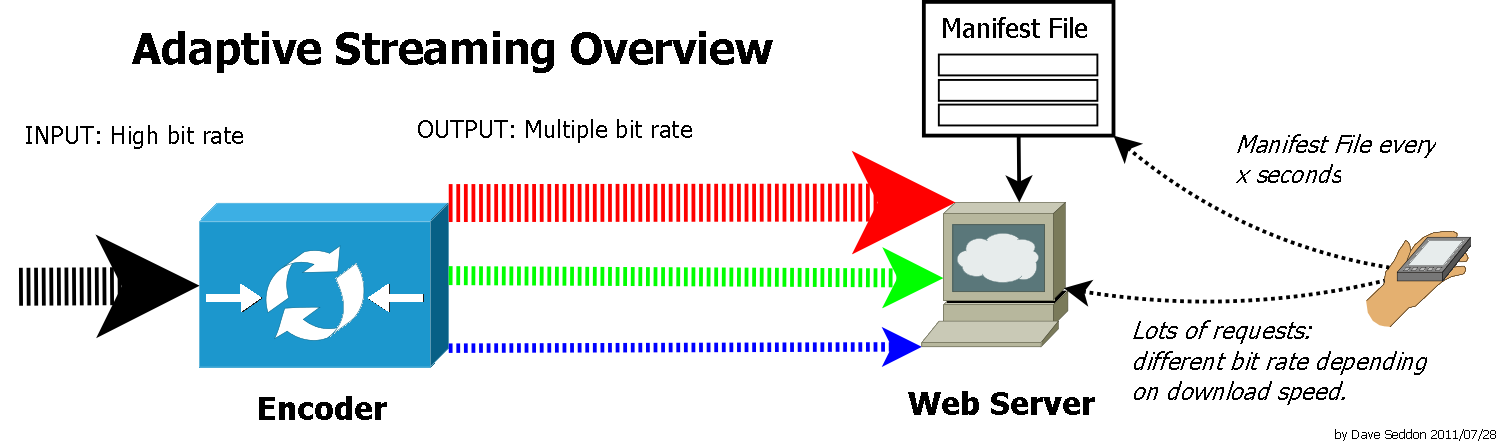

## Принцип роботи
Smooth Streaming використовує просту, але потужну концепцію доставки невеликих фрагментів контенту (зазвичай за дві секунди) і перевірки того, що кожен з них має належний час і відтворюється на очікуваному рівні якості. Якщо фрагмент не відповідає цим вимогам, наступний фрагмент буде доставлений на більш низькому рівні якості. І навпаки, коли дозволять умови, якість подальших фрагментів буде на більш високому рівні.
Цей режим кодування дозволяє транслювати одразу кілька відео бітрейтів, що дає можливість для клієнта отримати оптимізований онлайн відео потік в реальному часі до якості HD-1080p виходячи з його швидкості підключення, потужності процесора, дозволу екрану.

Щоб створити Smooth Streaming трансляцію, необхідно закодувати відео на декількох рівнях якості, як правило, кожен рівень має свій власний повний відео файл. Зазвичай для стиснення відео використовують інструмент «Expression Encoder 3». Але так само є й інші продукти численних партнерів компанії Microsoft підтримують технологію Smooth Streaming і працюють на IIS сервер додатку.
Після того як сервер IIS отримує запит на трансляцію відео, він буде динамічно створювати віртуальні Кешовані фрагменти з відео файлів. У результаті кінцевий користувач побачить відео в найкращій якості залежно від своєї пропускної спроможності.

## Реалізації
Транслювання відео з адаптивним бітрейтом було вперше запропоноване компанією Move Networks і тепер розроблюється і використовується Adobe Systems, Apple, Microsoft і Octoshape. В вересні 2010, Move Networks отримало патент на свою технологію адаптивного бітрейту (Патент США номер 7818444).

### MPEG-DASH
MPEG-DASH є єдиним рішенням трансляції на основі HTTP з адаптивним бітрейтом, що є міжнародним стандартом Технологія MPEG-DASH розроблялась для MPEG. Робота зі створення DASH почалася у 2010; і вона стала проєкт до міжнародного стандарту в січні 2011, а кінцевим міжнародним стандартом в листопаді 2011.
MPEG-DASH це технологія що має пряме відношення до Adobe Systems і їх технології HTTP Dynamic Streaming, Apple Inc. HTTP Live Streaming (HLS) і Microsoft Smooth Streaming.
Доступні реалізації для HTML5 це розроблений bitdash MPEG-DASH плеєр, а також клієнтська бібліотека C++ з відкритим кодом libdash компанії bitmovin GmbH.